# Matej Kazár
Matej Kazár (* 10. Mai 1983 in Košice, Tschechoslowakei) ist ein ehemaliger slowakischer Biathlet. 

## Karriere
Matej Kazár lebt in Predajna und trainiert in Brezno. Der Student ist Sportsoldat. Sein Verein ist VSC Dukla Banska Bystrica, wo er von Pavel Kobela trainiert wurde. Seit 2000 trat Kazár in internationalen Juniorenrennen an. Zwischen 2000 und 2004 startete er bei fünf Junioren-Weltmeisterschaften. Beste Ergebnisse waren ein fünfter Platz im Einzel von Chanty-Mansijsk (2001), in der Verfolgung von Ridnaun (2002) und in der Verfolgung von Kościelisko (2003). Ebenso oft trat er bei Junioren-Europameisterschaften an. Mehrfach belegte er Top-Ten-Platzierungen. 2000 gewann er in Zakopane Staffel-Silber und 2004 in Minsk Gold im Einzel. Bei den Junioren-Weltmeisterschaften im Sommerbiathlon gewann er 2003 in Forni Avoltri Staffelsilber.
2002 debütierte Kazár in Lahti bei einem Staffelrennen (16.) im Biathlon-Weltcup. Danach startete er bis 2004 nur im Junioren-Europacup. Seit 2005 trat er immer wieder wechselnd im Welt- und Europacup an. Im Europacup erreichte Kazár in der Saison 2007/08 mehrfach gute Platzierungen, darunter zwei dritte Ränge. Seine ersten Punkte im Weltcup gewann der Slowake 2008 als 23. in der Verfolgung von Ruhpolding. Bei Biathlon-Weltmeisterschaften startete Kazár erstmals 2005 in Hochfilzen. Hier wurde er 76. im Sprint und 14. mit der Staffel. 2006 in Pokljuka belegte er mit der Mixed-Staffel den 13. Platz. Bei den Olympischen Spielen 2006 von Turin erreichte er im Sprint Platz 57 und in der Verfolgung Rang 52. Bei den Weltmeisterschaften in Sommer-Biathlon in Ufa verpasste er als Viertplatzierter mit der Staffel nur knapp eine Medaille. Erste Titel gewann er bei den Sommerbiathlon-Europameisterschaften 2010 in Osrblie, wo er die Titel in Sprint und Verfolgung sowie mit Jana Gereková, Natália Prekopová und Miroslav Matiaško Bronze in der Mixed-Staffel gewann. Diese Erfolge konnte er bei den Sommerbiathlon-Weltmeisterschaften 2010 in Duszniki-Zdrój bestätigen. Im Sprint gewann er hinter Dušan Šimočko die Silbermedaille, gewann das anschließende Verfolgungsrennen und wurde mit Gereková, Ľubomíra Kalinová und Šimočko die Bronzemedaille im Mixed-Wettbewerb. Die Saison 2010/11 brachte zunächst die Verbesserung der persönlichen Bestleistung bei einem Sprint in Hochfilzen auf den 21. Platz. Bei den Biathlon-Weltmeisterschaften 2011 in Chanty-Mansijsk wurde Kazár 92. des Einzels und 78. des Sprints. Im weiteren Saisonverlauf nahm er an den Sommerbiathlon-Weltmeisterschaften 2011 in Nové Město na Moravě teil, ohne als 24. im Sprint und 14. der Verfolgung an seine früheren Erfolge anzuknüpfen. In der Saison 2011/12 konnte der Tscheche in Kontiolahti als 17. eines Sprints erstmals unter die besten 20 im Weltcup laufen.
Zu seinen besten Platzierungen zählen ein 41. Platz im Gesamtweltcup 2015/16 und ein 33. Platz im Einzelweltcup 2017/18.
Er nahm weiterhin an Weltmeisterschaften und Olympischen Spielen teil, unter anderem bei den Olympischen Winterspielen 2018 in Pyeongchang, wo er für die slowakische Staffel antrat.
Im Jahr 2019 beendete Matej Kazár offiziell seine Karriere als Profisportler.

## Statistiken

### Weltcupplatzierungen
Die Tabelle zeigt alle Platzierungen (je nach Austragungsjahr einschließlich Olympische Spiele und Weltmeisterschaften).
- 1.–3. Platz: Anzahl der Podiumsplatzierungen
- Top 10: Anzahl der Platzierungen unter den ersten zehn (einschließlich Podium)
- Punkteränge: Anzahl der Platzierungen innerhalb der Punkteränge (einschließlich Podium und Top 10)
- Starts: Anzahl gelaufener Rennen in der jeweiligen Disziplin
- Staffel: inklusive Mixed- und Single-Mixed-Staffeln

| Platzierung              | Einzel | Sprint | Verfolgung | Massenstart | Staffel | Gesamt |
| ------------------------ | ------ | ------ | ---------- | ----------- | ------- | ------ |
| 1. Platz                 |        |        |            |             |         |        |
| 2. Platz                 |        |        |            |             |         |        |
| 3. Platz                 |        |        |            |             | 1       | 1      |
| Top 10                   |        |        |            | 1           | 20      | 21     |
| Punkteränge              | 9      | 27     | 17         | 1           | 67      | 121    |
| Starts                   | 33     | 97     | 48         | 1           | 67      | 246    |
| Stand: 31. Dezember 2021 |        |        |            |             |         |        |

### Olympische Winterspiele
Ergebnisse bei Olympischen Winterspielen:
|                                             | Einzelwettbewerbe | Einzelwettbewerbe | Einzelwettbewerbe | Einzelwettbewerbe | Staffelwettbewerbe | Staffelwettbewerbe |
| Sprint                                      | Verfolgung        | Einzel            | Massenstart       | Herrenstaffel     | Mixedstaffel       |                    |
| ------------------------------------------- | ----------------- | ----------------- | ----------------- | ----------------- | ------------------ | ------------------ |
| Olympische Winterspiele 2006 \| Turin       | 57.               | 52.               | –                 | –                 | –                  |                    |
| Olympische Winterspiele 2014 \| Sotschi     | 37.               | 23.               | 19.               | 15.               | 12.                | 5.                 |
| Olympische Winterspiele 2018 \| Pyeongchang | 22.               | 31.               | 34.               | –                 | 18.                | 20.                |